# Rainer Wieland
Rainer Wieland (ur. 19 lutego 1957 w Stuttgarcie) – niemiecki polityk i prawnik, poseł do Parlamentu Europejskiego IV, V, VI, VII, VIII i IX kadencji.

## Życiorys
Studiował prawo i odbywał aplikację w Tybindze, Heidelbergu i Stuttgarcie. Od połowy lat 70. zaangażowany w działalność polityczną, w 1975 został przewodniczącym związanej z chadecją organizacji młodzieżowej Junge Union w Gerlingen. W latach 1990–1992 był wiceprzewodniczącym JU na szczeblu regionalnym. Rok później wszedł do zarządu Unii Chrześcijańsko-Demokratycznej rejencji Stuttgart. Od 1984 do 1998 był radnym miasta Gerlingen i powiatu Ludwigsburg. W 2001 stanął na czele organizacji Europa-Union w Badenii-Wirtembergii, w 2011 został przewodniczącym federalnych struktur Europa-Union Deutschland.
W 1997 z ramienia CDU objął po raz pierwszy mandat deputowanego do Parlamentu Europejskiego. Od tego czasu skutecznie ubiegał się o reelekcję w kolejnych wyborach w 1999, 2004, 2009, 2014 i 2019. Zasiadł w grupie Europejskiej Partii Ludowej. Był m.in. wiceprzewodniczącym Komisji Prawnej oraz wiceprzewodniczącym Europarlamentu, w którym zasiadał do 2024.

## Odznaczenia
W 2021 otrzymał Order Zasługi Badenii-Wirtembergii.